# Body Say
"Body Say" é uma canção da cantora norte-americana Demi Lovato. Ela co-escreveu a faixa com Simon Wilcox e seu produtor, Sir Nolan. A música foi inicialmente lançada exclusivamente para os serviços de streaming através da Island Records, Hollywood Records, e Safehouse Records em 1 de julho de 2016, começou a impactar a pop de rádio em 12 de julho de 2016 e foi disponibilizado no o iTunes em 15 de julho de 2016. A música é um "slinky", synth-driven de R&B.

## Conteúdo
"Body Say" é uma balada downtempo R&B com influências de música de dança, e explora temas como a sexualidade e a auto-confiança. Foi escrito por Demi Lovato, Simon Wilcox e Sir Nolan, com Nolan que também serve como produtor. A canção emprega "slinky", synth-y "quarto de batidas" por trás de letras, Zach Johnson, do E! Notícias a considera "mais sexy" do que seu single anterior "Cool for the Summer", que abordam todas as coisas que Lovato faria para um amante, se o seu "corpo tinha uma palavra a dizer."
Os críticos têm também a observação da natureza sexual da canção dada por Lovato recentemente (no momento do lançamento da música) rompimento com a longo prazo com o namorado, Wilmer Valderrama.

## Lançamento
Lovato anunciou o seu lançamento em 29 de junho de 2016, através do Twitter, por escrito, de que ela só gravou a canção "um par de semanas atrás", mas queria liberá-la imediatamente." Ela brincou com a música em mídias sociais pela publicação da foto nua e semi-nua, em preto e branco da capa do single da sessão de fotos no Instagram acompanhada por letras dando uma pista. Em seguida, foi lançado em 1 de julho de 2016 como uma transmissão exclusiva no Apple Músic, Google Play, Spotify e Tidal. "Body Say" foi servida para o hit de rádio contemporâneo nos Estados Unidos em 12 de julho de 2016, através da Republic Records. A canção foi lançada no iTunes em 15 de julho de 2016.

## Performances ao vivo
Lovato estreou a canção na primeira noite da turnê "Future Now" em Atlanta em 29 de junho de 2016; é parte de um giro set list com o intuito de introduzir os fãs para o seu single.

## Posições
| Chat(2016)                                    | Melhor posição |
| --------------------------------------------- | -------------- |
| Nova Zelândia Heatseekers (Música Gravada NZ) | 2              |
| Portugal (AFP)                                | 50             |
| US Billboard Hot 100                          | 84             |

## Histórico de lançamento

### Certificações
| País (Empresa) | Certificação |
| -------------- | ------------ |
| Brasil (ABPD)  | Ouro         |

| País           | Data                | Formato                | Editora discográfica |
| -------------- | ------------------- | ---------------------- | -------------------- |
|                | 1 de julho de 2016  | Transmissão de áudio   |                      |
| Estados Unidos | 12 de julho de 2016 | Contemporary hit radio | Republic             |
| Mundo          | 15 de julho de 2016 | Download Digital       | Republic             |